# Suzuki GT 750
Die Suzuki GT 750 ist ein Motorrad mit wassergekühltem Dreizylinder-Zweitaktmotor, das Suzuki im Jahr 1970 erstmals an der Tokyo Motor Show präsentierte und im Laufe des Jahres 1971 in den Handel brachte. Das Motorrad war ab Frühjahr 1972 in Europa erhältlich. Die auf hohes Drehmoment ausgelegte Maschine war bei Tourenfahrern beliebt und bekam bald den Spitznamen „Wasserbüffel“.

## Allgemeines

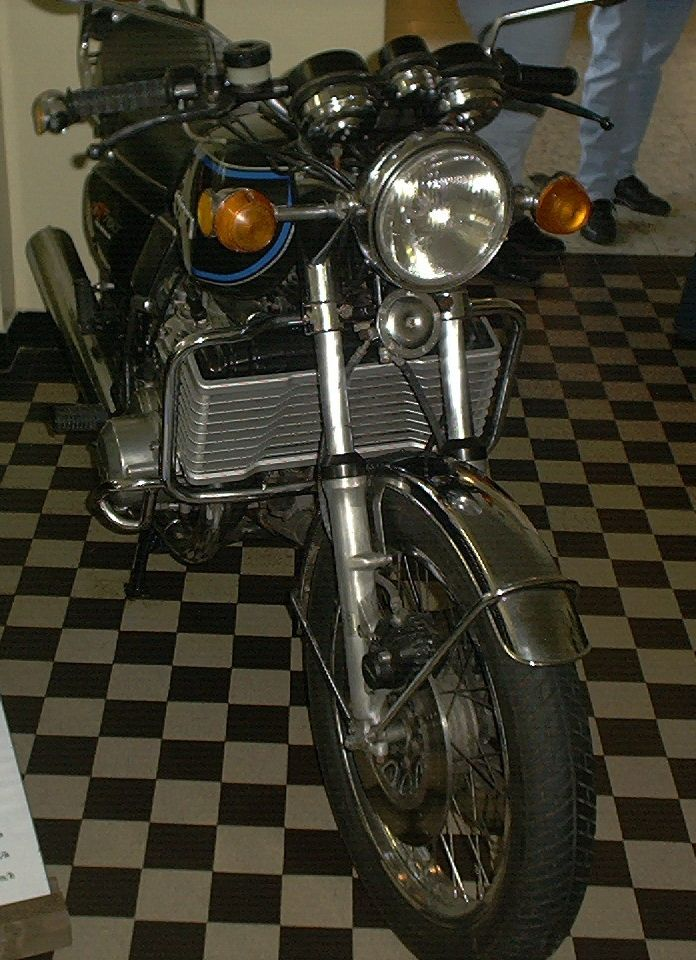
Suzuki GT 750 B, Motorradmuseum Ibbenbüren

Über mehrere Jahre wurde Modellpflege betrieben. Als erstes wurde die vordere Duplex-Trommelbremse durch eine wirksamere Doppelscheibenbremse ersetzt, die hydraulisch betätigt wurde. Das Fahrwerk wurde überarbeitet: Die Telegabel wurde geändert und verlor den markanten Faltenbalg. Optische Retuschen versuchten die Linienführung zu verschlanken. Die optische Erscheinung wurde durch jährlich neu gestaltete Lackierungen und mehr verchromte Teile geändert.
Bei einem Anfang 1975 durchgeführten Test der Zeitschrift „Motorrad“ (Heft 4/75) wurde bei einem L-Modell eine Höchstgeschwindigkeit von 171,4 km/h und eine Beschleunigung von 0 auf 100 km/h in 6,0 s. gemessen (mit zwei Personen: 160,7 km/h und 7,3 s.). Der Testverbrauch lag bei 8,6 Litern Normalbenzin und 0,21 Liter Öl auf 100 km – entspricht einem Mischungsverhältnis von 1 zu 40. Die mit einer anderen Gesamtübersetzung versehene spätere Ausführung (M) mit 63 PS hatte eine Höchstgeschwindigkeit von 196,7 km/h (solo langliegend) und eine Beschleunigung von 0 auf 100 km/h in 4,9 s.
Großvolumige Zweitaktmotoren verloren aber laufend an Akzeptanz und die weltweit immer strenger werdenden Abgasvorschriften ließen sich mit der Zweitakttechnik nicht mehr erfüllen. Geblieben ist aber bis zur letzten Baureihe der prägnante Sound und das Durchzugsvermögen des Motors.
Zum Ende der 1970er Jahre stellte auch Suzuki auf die sparsamere Viertakttechnik um und brachte als Nachfolger die GS- und GSX-Baureihen.
Heute gehören gepflegte GT 750er „Wasserbüffel“ zu den begehrten Oldtimer-Motorrädern.

## Konstruktion

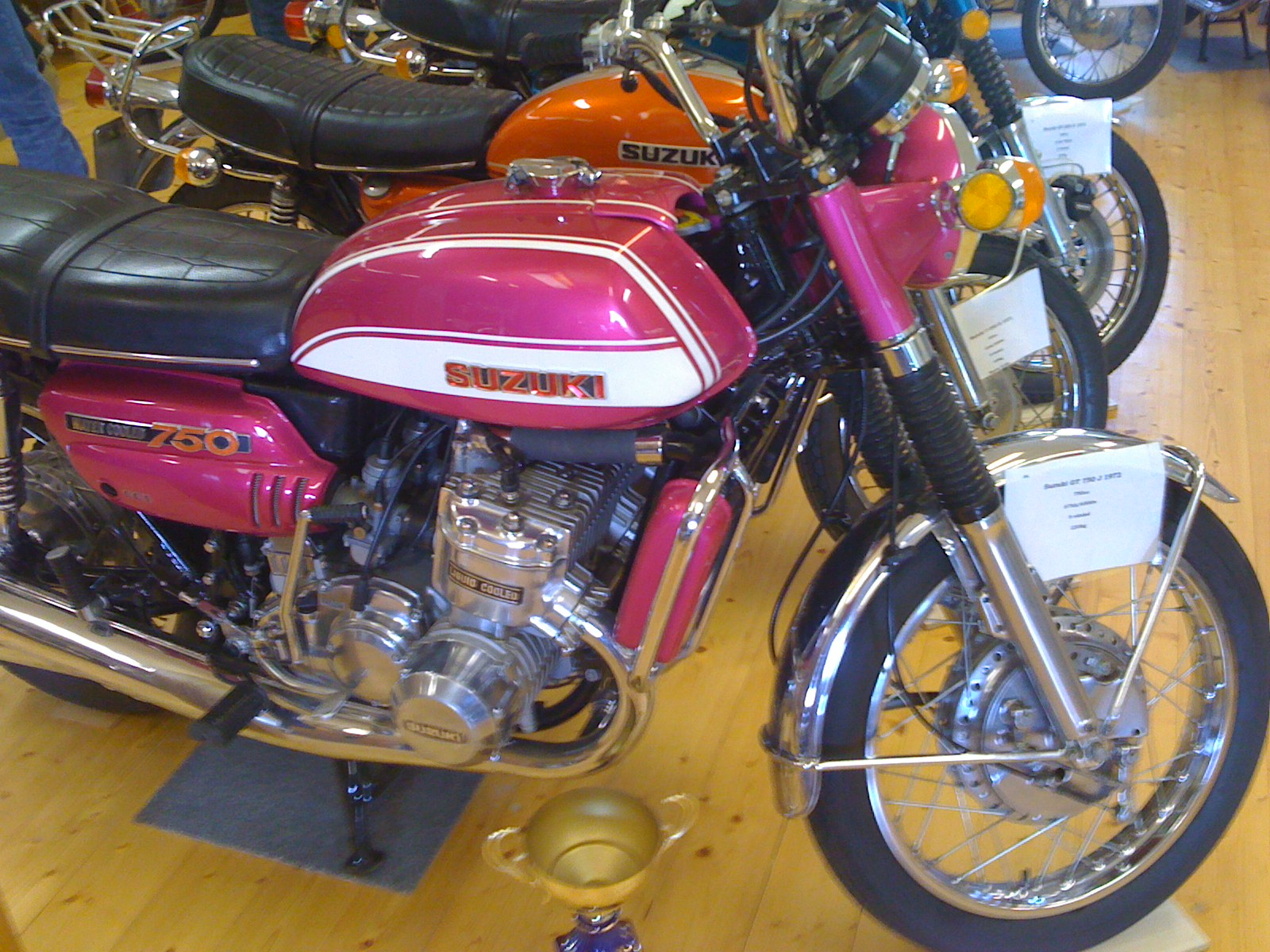
Suzuki GT 750 J, noch mit Trommelbremse im Vorderrad und Faltenbälgen an der Telegabel

Der Dreizylindermotor mit Kickstarter und elektr. Anlasser hat eine Kurbelwelle mit 120°-Hubzapfenversatz und eine Frischölschmierung (Getrenntschmierung, Suzuki CCI-System – Cylinder Crankshaft Injection). Die Auspuffanlage ist eine 3-in-4 Anlage: der Krümmer des mittleren Zylinders gabelt sich unter dem Motor in zwei Rohre. Mitte 1975 lag der Preis inklusive 11 % Umsatzsteuer bei 6.900 Mark (entspricht heute 11.000 Euro).

## Versionen
Die GT 750 wurde innerhalb der Bauzeit jährlich modifiziert.
- GT 750 J: Doppel-Duplex Trommelbremse (200 mm) vorn, Simplex-Bremse 180 mm hinten, 32 mm Schiebervergaser, Kühlerventilator, Auspuffe mit schwarzen Endkappen und Querverbindern;  geschraubte Ansaugstutzen, später gesteckte (ca. ab #22700),  (Farben: Candy Levender, Candy Yellow Ocher und Candy Jackal Blue)
- GT 750 K: Doppelscheibenbremse vorn, Instrumente mit Metallgehäuse (statt Kunststoff), neues Tankdekor und Kühler-Seitenteil verchromt. (Farben: Pearl Blue, Candy Gold, Royal Red)
- GT 750 L: Mit verändertem Rahmen, neue Seitendeckel, neuer Luftfilterkasten, Gleichdruckvergaser BS 40, neuer Kühlergrill, Wegfall des Kühlerventilators, Scheinwerfer- und Halter verchromt, Tank mit neuem Dekor, Auspuff ohne Endkappen,  elektr. Ganganzeige,  mit Sitzbankschloss. (Farben: Flake Blue, Flake Orange)
- GT 750 M: Mit veränderten Tankstreifen,  Leistungssteigerung durch Verdichtungserhöhung, Änderung der Steuerzeiten und Wegfall der Auspuff-Querverbinder, von 52 auf 63 DIN-PS,  (Farben: Jewel Grey Metallic, Candy Gypsie Red, Candy Gold)
- GT 750 A Neuer Tank mit schwarzer Tankklappe und neuem Dekor. (Farben: Maui Blue Metallic, Flake Orange, Candy Gypsie Red, Candy Gold, Jewel Grey Metallic)
- GT 750 B: Lampe, Lampenhalter und Seitendeckel in Seidenmatt schwarz, vorderes Schutzblech ohne Streben,  (Farben: Maui Blue Metallic, Schwarz, Candy Gypsie Red)